# Saint-Hilaire-les-Courbes
Saint-Hilaire-les-Courbes is een gemeente in het Franse departement Corrèze (regio Nouvelle-Aquitaine) en telt 171 inwoners (1999). De plaats maakt deel uit van het arrondissement Tulle.

## Geografie
De oppervlakte van Saint-Hilaire-les-Courbes bedraagt 36,0 km², de bevolkingsdichtheid is 4,8 inwoners per km².
De onderstaande kaart toont de ligging van Saint-Hilaire-les-Courbes met de belangrijkste infrastructuur en aangrenzende gemeenten.

## Demografie
Onderstaande figuur toont het verloop van het inwonertal (bron: INSEE-tellingen).